# VX-2
VX-2は、バーテックススタンダード（現八重洲無線）が製造したアマチュア無線用無線機である。

## 概要
ハンディ機と呼ばれる片手で持てるトランシーバーで、発売当初は世界最小と称していた。
144MHz帯と430MHz帯の二周波数帯（デュアルバンド）でのFM波の送信及び500kHzから999MHzの間（一部除く）のFM波とAM波の受信をすることができる。
空中線電力は付属品のリチウムイオン電池で1.5W（144MHz帯）、1W（430MHz帯）、数字入力用テンキーは無く、テンキー付きの機種と比べると操作性や機能は劣るが、小形軽量で低価格である。
同型式のVX-1の後継機であり、VX-1と同様にグッドデザイン賞を受賞している。

## 沿革
- 2003年（平成15年）
  - 5月9日 - 日本アマチュア無線振興協会(JARD)による工事設計認証（バーテックススタンダード製造 工事設計認証番号02KN342）[2]
  - 6月10日 - 発売[1]
  - 10月1日 - グッドデザイン賞受賞[1]
- 2005年（平成17年）12月1日 - 総務省令無線設備規則のスプリアス発射等の強度の許容値に関する技術基準の改正[3]
  - 02KN342の認証は平成17年11月30日以前の為「平成34年12月1日」以降は無効となり[4]、条件なしで免許されるのは「平成19年11月30日」まで、使用は「平成34年11月30日」までとされた[5]。
- 2006年（平成18年）
  - 4月1日 - CQ出版が『VXシリーズ遊び方ガイド』発売
  - 6月13日 - JARDによる工事設計認証（バーテックススタンダード製造 工事設計認証番号002KN401）[2]
- 2007年（平成19年）9月3日 - 無条件で免許されるのが「平成29年11月30日」まで延長[6]
- 2016年（平成28年）8月1日 - JARDが「スプリアス確認保証の対応について」[7]を発表
  - スプリアス特性を確認した機器を「スプリアス確認保証機器リスト」として公表し、リストに掲載された機器をスプリアス確認保証をするもので、02KN342も掲載されており、「平成29年12月1日」以降の免許申請はこの保証を要する。